# Krzysztof Jakubowski (geolog)
Krzysztof Jakubowski (ur. 2 listopada 1937 w Łodzi, zm. 12 października 2011) – polski geolog, muzeolog, dyrektor Muzeum Ziemi PAN (1974–2008).

## Życiorys
W latach 1954–1960 studiował na Wydziale Geologii Uniwersytetu Warszawskiego. Obronił pracą magisterską pt. „Niektóre zagadnienia ruchu pokryw zwietrzelinowych na zboczach Gorców i Podhala”. Od 1960 pracował w Muzeum Ziemi Polskiej Akademii Nauk, początkowo jako asystent, a od 1962 jako starszy asystent. W 1967 obronił pracę doktorską pt. „Rola płytkich ruchów osuwiskowych zwietrzeliny w procesach zboczowych na terenie wschodniego Podhala”. Od 1968 pracował jako adiunkt, a następnie kierownik Sekcji Zabytków Przyrody Nieożywionej w Dziale Geologii i Zabytków Przyrody Nieożywionej. W 1973 został mianowany docentem, a następnie zastępcą dyrektora Rady Naukowej do spraw naukowych. W 1974 został p.o. dyrektora placówki, a od lipca 1974 do 2008 dyrektorem Muzeum Ziemi PAN. W 2010 był zastępcą przewodniczącego Wydziału VII PAN Nauk o Ziemi i Nauk Górniczych.
Ponadto był członkiem rad i komitetów naukowych Polskiej Akademii Nauk, w tym: Komitetu Nauk Geologicznych, Komitetu Planeta Ziemia, Komitetu Ochrony Przyrody, Komitetu Historii Nauki i Techniki, Rady Upowszechniania Nauki przy Prezesie PAN. Należał także do Polskiego Komitetu Narodowego Międzynarodowej Rady Muzeów (w latach 2002–2008 jako wiceprzewodniczący, a od 2008 członek prezydium), Komisji Kwalifikacyjnej przy Ministerstwie Kultury i Dziedzictwa Narodowego ds. opiniowania wniosków o wpisanie muzeum do Państwowego Rejestru Muzeów (od 1998 – członek, od 2004 – wiceprzewodniczący). W latach 1980–1995 był przewodniczącym Stołecznego Komitetu Ochrony Przyrody, w ramach tej działalności działał na rzecz obejmowania ochroną prawną pomników przyrody.
Był autorem ponad 200 publikacji, w tym książek, studiów monograficznych i artykułów naukowych, a także twórcą wielu wystaw muzealnych, audycji radiowych i telewizyjnych oraz filmów popularnonaukowych.

### Życie prywatne
Jego bratem był prof. dr hab. Andrzej Jakubowski.
Został pochowany na miejscowym cmentarzu w warszawskim Grabowie.

## Wyróżnienia
- Nagroda im. Profesora Hugona Steinhausa (2001) za wybitną indywidualną działalność organizacyjną w zakresie upowszechniania nauki,
- Krzyż Kawalerski Orderu Odrodzenia Polski,
- Krzyż Oficerski Orderu Odrodzenia Polski,
- Złota Odznaka honorowa „Za Zasługi dla Warszawy”,
- Złota Odznaka „Za opiekę nad zabytkami”,
- Złota Odznaka „Zasłużony dla Polskiej Geologii”,
- Złota Odznaka Honorowa Ligi Ochrony Przyrody[1].